# Rocklin
Rocklin és una població dels Estats Units a l'estat de Califòrnia. Segons el cens del 2009 tenia 54.754 habitants.

## Demografia
Segons el cens del 2000, Rocklin tenia 36.330 habitants, 13.258 habitatges, i 10.009 famílies. La densitat de població era de 867,5 habitants/km².
Dels 13.258 habitatges en un 42,6% hi vivien nens de menys de 18 anys, en un 62,3% hi vivien parelles casades, en un 9,4% dones solteres, i en un 24,5% no eren unitats familiars. En el 18,7% dels habitatges hi vivien persones soles el 6,3% de les quals corresponia a persones de 65 anys o més que vivien soles. El nombre mitjà de persones vivint en cada habitatge era de 2,74 i el nombre mitjà de persones que vivien en cada família era de 3,15.
Per edats la població es repartia de la següent manera: un 30% tenia menys de 18 anys, un 7% entre 18 i 24, un 33,7% entre 25 i 44, un 20,8% de 45 a 60 i un 8,6% 65 anys o més.
L'edat mediana era de 34 anys. Per cada 100 dones de 18 o més anys hi havia 92,6 homes.
La renda mediana per habitatge era de 64.737 $ i la renda mediana per família de 72.245 $. Els homes tenien una renda mediana de 54.426 $ mentre que les dones 35.920 $. La renda per capita de la població era de 26.910 $. Entorn del 3,1% de les famílies i el 4,5% de la població estaven per davall del llindar de pobresa.

## Poblacions més properes
El següent diagrama mostra les poblacions més properes.